# Mihalovics Zsigmond
Mihalovics Zsigmond (Homokbödöge, 1889. október 20. – Chicago, 1959. augusztus 28.) katolikus pap, budapest-herminamezői plébános (1924–1944), esztergomi kanonok (1944–1951), a budapesti karitász érseki biztosa (1931–1942), az Actio Catholica országos igazgatója (1932–1948), Budapest Székesfőváros Törvényhatósági Bizottságának tagja (1923–1945), felsőházi tag (1942–1944)

## Élete
Kántortanító édesapja korai halála után plébános nagybátyja támogatta tanulmányaiban.  A középiskola osztályait Győrben, Pozsonyban és Nagyszombatban végezte, ez utóbbi helyen már papnövendékként. Teológiai tanulmányait Bécsben, a Pázmáneum növendékeként végezte a Bécsi Egyetemen. 1914-ben szentelték pappá. Ezután Budapesten kezdte szolgálatát mint hittanár, majd 1919-ben lett az újonnan felállított budapest-herminamezői plébánia szervező lelkésze. 1924-től ugyanitt plébánosként folytatta az egyházközség szervezésének és vezetésének munkáját. Sikeres tevékenysége elismeréseképpen 1931-ben Serédi Jusztinián hercegprímás a gazdasági válság miatt létrehozott Szent Erzsébet Karitász Központ vezetőjévé nevezte ki. Majd egy évvel később őt tette meg az akkor útjára indított Actio Catholica országos igazgatójának is. E tisztében részt vett az 1938. májusi Nemzetközi Eucharisztikus Kongresszus előkészítésében és megrendezésében. 1943-ban Angelo Rotta nuncius javasolta a csanádi püspöki székre, de ezt Serédi hercegprímás kifejezetten ellenezte. 1944-ben – minden bizonnyal az Actio Catholica igazgatói tisztségből való felmentés előkészítéseként – esztergomi kanonoki kinevezést kapott, egy év felmentéssel az Esztergomba költözés kötelezettsége alól. Leváltására azonban mégsem került sor, 1945-ben, Serédi halála után a püspöki kar vezetői (mind Grősz érsek, mind Mindszenty érsek) fontosnak tartották, hogy továbbra is Mihalovics vezesse az Actio Catholica mindennapi munkáját. Ennek keretében ő irányította a külföldről beérkező katolikus segélyek szétosztását, az Új Ember kiadását, részt vett az 1947/48-as Boldogasszony-év megszervezésében, a katolikus egyesületek megmentési kísérletében 1946-os feloszlatásuk után, illetve Lénárd Ödön feletteseként alája tartozott az egyházi iskolákért vívott küzdelem is. 1948 júniusában letartóztatása elől külföldre menekült. (Távollétében 10 év börtönre ítélték.) 1949-ben létrehozta Rómában a Külföldi Magyarok Katolikus Akcióját, majd 1950-ben az Egyesült Államokban telepedett le. Chicagóban hunyt el 1959-ben.

## Művei
- Katolikus karitász. Budapest, 1934
- Igehirdetés és liturgia. Az 1941. VI. 30-VII. 1-2. napjain Budapesten rendezett lelkipásztori konferencia anyaga. Összeáll. Bp., 1941
- A budapesti Mamertini Feszület. Bp., 1942
- Pro ara et focis. Összeáll. Bp., 1942
- A világi apostolkodás kézikönyve. Bp., 1942
- A család és az ifjúság a háborúban. Az 1943. VI. 15-17. napjain tartott orsz. lelkipásztori konferencia anyaga. Összeáll. Bp., 1944
- Martire non criminale. Testimonianze. Roma, 1949
- Mindszenty, Ungarn, Europa. Ein Zeugenbericht. Karlsruhe, 1949
- Yo soy testigo. La „causa” del Cardinal Mindszenty. Version del manuscrito húngaro por el Antonio Sancho. Madrid-Buenos Aires, 1949[2]